# Lusignan Bohemond korikoszi úr
Lusignan Bohemond (Ciprus, 1307/09 – Adana, Kis-Örményország (ma Törökország), 1344. november 17.), örményül: Բոհեմունդ Լուսինյան, franciául: Bohémond de Lusignan, ciprusi királyi herceg, a Lusignan(-Poitiers)-ház örmény ágának a tagja. II. Konstantin örmény király, Lusignan János örményországi régens és Lusignan Mária örmény királyné testvére, valamint V. Leó örmény király nagybátyja. 1336-tól a kis-örményországi Korikosz ura.

## Élete
A francia eredetű Lusignan(-Poitiers)-család Cipruson uralkodó dinasztiájának örmény ágából származott. Apja Türoszi Amalrik (1270/72–1310) ciprusi királyi herceg, Türosz ura, Ciprus kormányzója. Anyja Izabella (1276/77–1323) örmény királyi hercegnő, II. Leó (1236–1289) örmény királynak, aki I. Izabella örmény királynő és I. Hetum örmény király fia volt, és Küra Anna (–1285) lamproni úrnőnek a házasságából született. Nővére, Mária, akit 12 évesen elsőfokú unokatestvérükhöz, III. Leó örmény királyhoz adtak feleségül 1306-ban, rövidesen megözvegyült, miután férjét 1307-ben meggyilkolták, azonban még szülei életében, 1309-ben meghalt. Apja, Lusignan Amalrik meggyilkolása (1310) után anyja, Izabella örmény hercegnő a gyerekeivel örmény hazájába tért vissza 1311-ben. Bohemond 1322-ig Örményországban élt, amikor bátyjával, Jánossal együtt Rodoszra ment az Ispotályosokhoz. 1323-ban itt érte a hír, hogy édesanyját, Izabellát az örmény fővárosban, Sziszben meggyilkolták. 1324. augusztus 31-én gyermektelenül meghalt az apai nagybátyja, II. Henrik ciprusi király, akit az apja, Türoszi Amalrik trónfosztott 1306-ban egy időre, és aki csak öccse meggyilkolása után, 1310-ben szerezte vissza trónját. A trónöröklés szerint Türoszi Amalrik még életben maradt fiainak kellett volna örökölniük a trónt az elsőszülöttség rendjében, így elsőként a legidősebb fiúnak, János legfiatalabb bátyjának, Lusignan Guidónak, a későbbi örmény királynak, aki II. Konstantin néven uralkodott. Amalrik fiait azonban száműzték Ciprusról, így nem foglalhatták el a ciprusi trónt, amely Amalrik és II. Henrik elhunyt ifjabb öccsének, az idősebb Lusignan Guidónak a fiára, Lusignan Hugóra szállt, aki IV. Hugó néven lett Ciprus királya. Bohemond 1326-ig maradt Rodoszon, majd visszatért Örményországba. 1336. április 17-én elsőfokú unokatestvére, IV. Leó örmény király (1308/09–1341), kinevezte őt Korikosz urává.

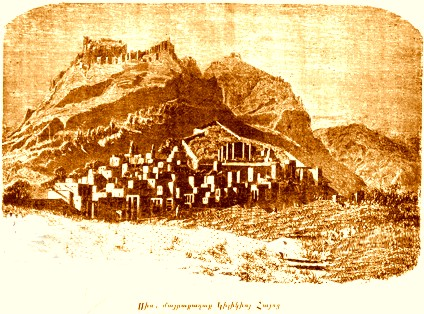
Szisz (Kozan) romjai

Mivel Aragóniai Konstancia örmény királyné meddőnek bizonyult, IV. Leó örmény király 1341. augusztus 28-án történt meggyilkolása után az örmény királyi dinasztia, a Szaven-Pahlavuni-ház hetumida vonala férfiágon kihalt. Ezért a női ágat hívták meg az örmény trónra Bohemond középső bátyjának, Lusignan Guidónak a személyében, hiszen ekkor már ő volt a legidősebb élő fiú. Lusignan Guido 1342 októberében érkezett meg Örményországba, és II. Konstantin néven koronázták örmény királlyá. Bátyja számos politikai feladattal bízta meg Bohemondot, így őt küldte Avignonba a pápához, VI. Kelemenhez az egyházi unió kérdésében, ami végül végzetesnek bizonyult az első Lusignan-házi örmény uralkodó számára. II. Konstantint és Bohemondot egyszerre gyilkolták meg testőreikkel együtt 1344. november 17-én Adanában.

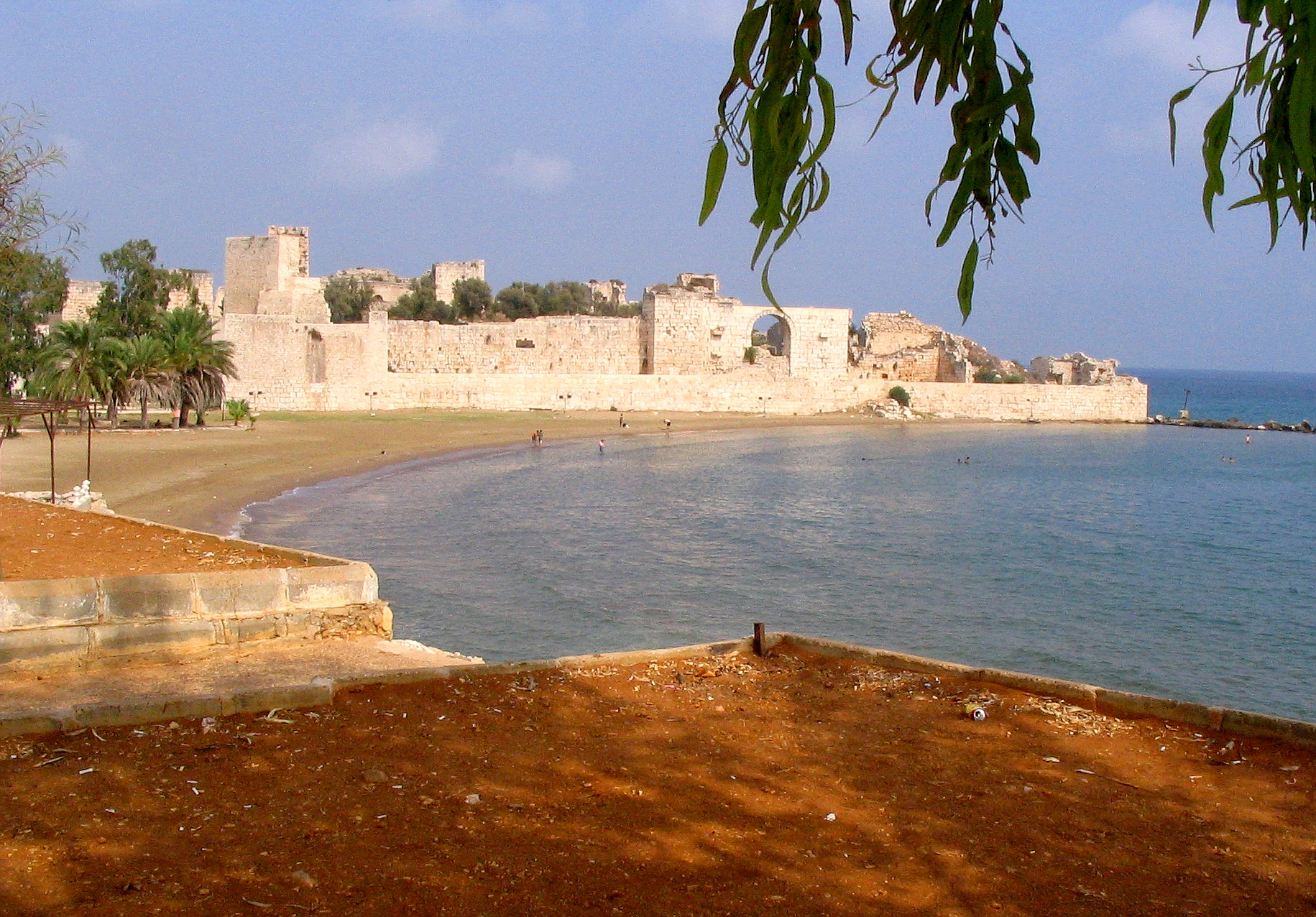
Korikosz erődje

Lusignan Bohemond 1340-ben vette feleségül Neghiri Eufémiát, a későbbi III. Konstantin örmény királynak, a kis-örményországi Neghir és Partzerpert urának húgát, de a házasságuk gyermektelen maradt. Természetes fia, Bertalan mostohaanyjával jó viszonyt ápolt, már csak a rokoni kapcsolat miatt is, hiszen Bertalan apja az unokatestvére volt. Bertalan IV. Konstantin meggyilkolása után V. Leó trónra léptéig 1374-ben Korikoszi Mária örmény királynéval és Vaszil báróval, Torosz fiával együtt a régensi tisztséget vitte.
Egyes források szerint született egy szintén törvénytelen fia, Miklós. Miklóst a későbbi V. Leó első trónfoglalási kísérlete idején, 1364-ben gyilkolták meg Sziszben.
Fia, Bertalan, aki társrégens volt, 1374 után halt meg, illetve tűnt el a krónikákból. Özvegye, Eufémia hercegnő V. Leó koronázásának napján feleségül ment Sohier Doulçart-hoz (Soherius de Sarto v. Sohier du Sart), V. Leó expedíciós csapatának a vezetőjéhez, akit ezen a napon a király Korikosz urává nevezett ki.

## Gyermekei
- Feleségétől, Szaven-Pahlavuni Eufémia (1325–1381 után) neghiri úrnőtől, nem születtek gyermekei
- Ágyasától, felesége unokatestvérétől, 2 vagy 1 fiú:
  - Bertalan (–1374 után), Örményország régense, nem nősült meg, nem születtek gyermekei
  - ? Miklós (–1364)